# Pierewołoki
Pierewołoki (biał. Пярэвалакі, Piarewałaki; ros. Переволоки, Pieriewołoki) – wieś na Białorusi, w obwodzie brzeskim, w rejonie hancewickim, w sielsowiecie Czudzin.
W dwudziestoleciu międzywojennym leżała w Polsce, w województwie poleskim, w powiecie łuninieckim, w gminie Czuczewicze.